# Bruno Amione
Bruno Agustin Amione (* 3. Januar 2002 in Calchaquí) ist ein argentinischer Fußballspieler.

## Karriere

### Verein
Von der U20 des CA Belgrano stieg er Anfang 2019 in deren zweite Mannschaft auf. Im Sommer 2019 ging er fest in den Kader der ersten Mannschaft über und debütierte im darauffolgenden September in der Liga. Für eine Ablöse von 1,95 Millionen Euro verpflichtete ihn im Oktober 2020 der italienische Klub Hellas Verona, in dessen erster Mannschaft er zunächst nur auf der Bank saß. Es folgte für den Verlauf der Saison 2021/22 eine Leihe zu Reggina 1914, wonach er, zurück in Verona, in der Serie A debütierte. Kurz danach folgte eine weitere Leihe, diesmal für den Rest der laufenden Spielzeit zu Sampdoria Genua. Hier war er ab Oktober 2022 Stammspieler in der Serie A, musste jedoch am Ende der Saison mit Genua den Abstieg hinnehmen. Wieder zurück bei Hellas, konnte er diese Einsatzzeiten nicht mehr bekommen. So wechselte er im Februar 2024 für eine Ablöse von drei Millionen Euro nach Mexiko zu Santos Laguna.

### Nationalmannschaft
Mit der argentinischen U16 nahm er im Jahr 2018 an einigen Freundschaftsspielen teil. Im anschließenden Jahr folgte mit der U17 die Teilnahme an der Südamerikameisterschaft 2019, in welcher er sich einen Mittelfußbruch während der zweiten Runde zuzog. Im Oktober 2019 war er bei der Weltmeisterschaft 2019 dabei, in welcher er es mit seinem Team bis ins Achtelfinale schaffte.
Im November 2023 wurde er erstmals für die argentinische U23 für die Vorbereitung vor dem Qualifikationsturnier für Olympia nominiert. Dort kam er zwei Mal zum Einsatz. Bei dem Turnier selbst war er dann aber nicht mehr dabei, erst in ein paar Freundschaftsspielen im Juni 2024 gehörte er wieder zum Kader und wurde dann auch Teil des Aufgebots im Olympiakader für die Spiele 2024.